# Eremastrella
Eremastrella — рід грибів родини Psoraceae. Назва вперше опублікована 1955 року.

## Класифікація
До роду Eremastrella відносять 3 види:
- Eremastrella crystallifera
- Eremastrella montana
- Eremastrella tobleri